# Хесихије из Александрије
Хесихије из Александрије је био граматичар који је вероватно деловао у 5. веку. Саставио је богати речник слабо коришћених речи старогрчког језика. У њему се налази око 51 000 одредница са објашњењима значења и често са назнакама који аутор је реч користио и у ком крају Грчке је коришћена. 